# Kyrkoasyl
Kyrkoasyl är ett modernt begrepp på en gammal företeelse.
Kyrkoasyl grundar sig inte på någon lagstiftning utan på ett moraliskt beslut av den församling eller präst som erbjuder fristad åt en flykting. Kyrkoasyl förekommer i en mängd länder.
Kyrkoasyl är en fredlig metod att kräva rättvisa i en situation där lagen och dess tolkning visat sig inhuman.
Gemensamt torde gälla.
- Den sökande ska ha en välgrundad rädsla att bli förföljd.
- Ett allvarligt hot har riktats mot sökanden eller hans familj.
- Den sökandes asylprocess har hittills inte varit rättvis.
- Utredningen har varit bristfällig.[1]

## Nederländerna
En mänskorättsarbetsgrupp inom Ekumeniska rådet i Nederländerna gav redan 1982 ut en rapport om kyrkoasyl. Kyrkorna i staden Groningen erbjöd fristad åt familjer från Sri Lanka och Syrien, vilka kommit till landet på 1980-talet. I Nederländerna har bildats ett nätverk , INLIA, som organiserar och samordnar asylsökarnas behov.

## Tyskland
År 1994 grundades i Tyskland en ekumenisk organisation Ökumenische Bundesarbeitsgemeinsaft Asyl in der Kirche (BAG), som koordinerar verksamheten kring kyrkoasyl. Nätverket fungerar som informationskanal mellan församlingarna, ordnar utbildning och lyfter fram praxisen kring kyrkoasyl både i kyrkor och i media.